# Kyllinga exigua
Kyllinga exigua är en halvgräsart som beskrevs av Johann Otto Boeckeler. Kyllinga exigua ingår i släktet Kyllinga och familjen halvgräs. Inga underarter finns listade i Catalogue of Life.